# Olga Nikitina
Pour les articles homonymes, voir Nikitina.
Olga Nikitina (en russe : Ольга Алексеевна Никитина, née le 26 novembre 1998 à Moscou) est une escrimeuse russe, pratiquant le sabre.

## Carrière
Elle remporte les titres individuel et par équipes de championne du monde junior en 2018 à Vérone.
Elle remporte la médaille d'or de sabre par équipe aux Championnats d'Europe d'escrime 2019 à Düsseldorf.
Elle est Championne Olympique par équipes aux Jeux Olympiques de Tokyo en 2021